# ويليام روبرت كينغ
ويليام روبرت كينغ هو سياسي كندي، ولد في 9 فبراير 1888 في كندا، وتوفي في 12 مارس 1953 بكالغاري في كندا. حزبياً، نشط في حزب الائتمان الاجتماعي في ألبرتا ‏. وقد انتخب عضو الجمعية التشريعية ألبرتا.